# 南洋
南洋（なんよう）。南の広い海の意。転じて、地理区分として用いられるようになった。

## 中国史における南洋概念

坤輿万国全図。原寸表示(11,726 × 5,266 ピクセル。この表示の30倍の大きさ)でないと文字は読み取れないため注意

宮崎市定によれば、当初、南方の海を指す語として用いられた「南海」は単に海そのものを指すに過ぎなかったが、やがて「南海の浜」、つまり（中原から見た大陸南端に相当する）南シナ海に面した海岸部を指す語となった。秦が設置した南海郡はこの語法の典型である。
その後、宋代の嶺外代答の記述などによれば、海洋進出によって「広大無辺なる大海を発見して之に大洋海なる名称を附」すようになり、「之と共に航海可能なる大海を呼ぶに洋を以てすることが流行し」ていく。元代の島夷誌略では南海を（フィリピンなどを指す）「東洋」と（インドなどを指す）「西洋」に区分している。
明代に入ると、ヨーロッパ人の来航によって地理知識は更新され、マテオ・リッチの坤輿万国全図では、「大西洋」「小西洋（西インド洋）」「小東洋（北西太平洋）」「大東洋（東太平洋）」「西南海（南インド洋）」「東南海（南太平洋）」「南海（アラフラ海？）」などが記載されている。
さらに時代が下り、清代の陳倫炯の海国見聞録では先述の「小東洋」は「東洋」と改称され、新たに設けられた「東南洋」で台湾・フィリピン・ボルネオ方面を、同じく新設された「南洋」でインドシナ・ジャワ・スマトラ方面を指すようになった。

## 日本における南洋概念

### 南進論と「南洋」
「南洋」に進出しようという、いわゆる南進論は明治時代にすでに唱えられていたが、その対象とは内南洋であり、ほとんどの論者はその島々を「南洋」そのものと理解していた。しかし第一次世界大戦への参戦によってドイツ領南洋群島（ドイツ帝国太平洋保護領）を占領し、その後のパリ講和会議の結果として、1922年（大正11年）に日本は委任統治の形でこの地域（海域）を獲得している。
これと前後して、資本主義の発展や在外航路の充実、第一次世界大戦による世界経済の変動などがあって、「南洋」も「外南洋」を強く視野に入れた概念へと変質している。
たとえば1915年（大正4年）に民友社から「現代叢書」の一つとして刊行された「南洋」では、次のように定義していた。
広義における南洋とは，亜細亜及び亜米利加に属せざる太平洋上の各嶋嶼，濠州，新西蘭，蘭領東印度，裏南洋諸島の総体に対する名稱にして，狭義に於ける南洋とは，濠州，新西蘭諸島を除きたる爾余の諸島を云ふ。今日普通謂ふ所の南洋とは，主として後者を指すものなれども，本書は濠州及び新西蘭諸島をも含み，即ち広義に於ける南洋を詳述したるものなり
「裏南洋」とは内南洋に相当する語であり、対義語は表南洋（外南洋）となる。この時点で明治期よりも「南洋」の範囲は大幅に拡大している。

## 一覧
- 東南アジア。「中国より南方の異国」の意味。
- 南洋群島。日本の旧委任統治領。ミクロネシアのうち現在のパラオ共和国・ミクロネシア連邦・北マリアナ連邦・マーシャル諸島。
- 南洋諸島。上記南洋群島に限らず、広く南洋の島々を指す語。用語の違いに関しては南洋諸島#「諸島」と「群島」の違いを参照。
- 清代の南部沿岸諸省。江蘇省（現上海を含む）・浙江省・福建省・広東省（現広西自治区沿岸部・海南省を含む）。
- 「南洋」は、日本南方の島々をロマンチックな場所あるいはフロンティアとして見る概念に深く結びついた単語でもある。→南洋幻想